# Офшорна компания
Офшорна компания (на английски: Offshore company) термин от международния бизнес, който поради спецификата си се ползва с различни значения в различен контекст.

## Значение
Оригиналното и по-общо значение на термина е: компания, която е регистрирана извън юрисдикцията на територията, в която протичат основните ѝ стопански дейности. В този общ смисъл се използва и понятието нерезидентна компания: например канадска компания може да се разглежда като офшорна по отношение на нейните клиенти и дистрибутори на територията на САЩ.
Впоследствие в по-тесен смисъл с термина офшорна компания започват да се означават компании, регистрирани в т.нар. офшорни финансови центрове, или офшорни зони, които предлагат благоприятни условия като ниски или дори нулеви местни данъци и олекотен режим на регистрация. В това си значение терминът добива особено разпространение, като сполучливи метафори за зоните, които предлагат условия за регистрация на офшорни компании, са изразите „данъчен рай“ и „данъчен оазис“ (на английски: tax haven, „данъчен пристан“).
Класическите примери за офшорни зони са тропически острови като Бахамски острови, Сейшели, Вануату. Други държави, които не са класически офшорни юрисдикции, също предоставят възможността за създаване на предприятия, които при определени условия не се облагат с данъци, например Великобритания, Нова Зеландия, САЩ, Португалия, Австрия и Нидерландия.
Най-често целта за регистриране на офшорна компания е оптимизация на дължимите данъци. С помощта на една правилно структурирана офшорна компания също така могат да се постигнат следните предимства: защита на собственост, анонимност и конфиденциалност, оптимизация на разходи, облекчени изисквания на отчетност и ниско ниво на бюрокрация.
Държавите, предлагащи условия за регистрирането на предприятия с данъчни облекчения, от дълги години привличат международни инвеститори, както частни, така и юридически лица, като така тези данъци и такси не влизат в местните икономики, където предприятията основно оперират. Поради това, правителства и масмедии често се отнасят неблагосклонно към офшорните юрисдикции и предоставените от тях услуги.
Важно е обаче да се отбележи, че създаването и използването на своя офшорна компания е легално за гражданин на всяка държава.

## Офшорни юрисдикции
Регистрирането на офшорна компания е възможно в много юрисдикции. В някои от тях, примерно във Великобритания и в Нова Зеландия, само определени видове на компании предлагат типичните преимущества на офшорна компания.
Списъкът по-долу не е изчерпателен.
- Андора
- Антигуа и Барбуда
- Аруба
- Бахамски острови
- Барбадос
- Белиз
- Бермуди
- Британски Вирджински острови
- Бруней
- Вануату
- Великобритания
- Гърнси
- Гибралтар
- Хонконг
- Гренада
- Джърси
- Дубай
- Кайманови острови
- Кипър
- Коста Рика
- Либерия
- Мавриций
- Маршалови острови
- Монако
- Острови Кук
- Остров Ман
- Нова Зеландия
- Панама
- Рас ал-Хайма
- Сейшели
- Сингапур
- Търкс и Кайкос
- Тринидад и Тобаго
- Лихтенщайн